# اف‌اکس‌اکس (کانادا)
اف‌ایکس‌ایکس (انگلیسی: FXX) یک کانال خدمات اختیاری به زبان انگلیسی در کانادا است که متعلق به راجرز مدیا، بخشی از ارتباطات راجرز، و شرکت تابعه اف اکس که از شبکه‌های والت دیزنی در تلویزیون است. این شبکه مانند نسخه اصلی یا آمریکایی ان به نمایش‌های کمدی برای جوانان اختصاص دارد.